# Croton lehmannii
Espèce
Classification APG II (2003)
Statut de conservation UICN

 EN B1ab(ii) : En danger
Croton lehmannii est une espèce de plantes à fleurs du genre Croton et de la famille Euphorbiaceae présente en Équateur.